# Universo compartido
Un universo compartido o mundo compartido es un universo de ficción donde más de un autor (u otro artista) contribuye, de forma independiente, en un conjunto de obras que funcionan por sí solas, pero que encajan en el desarrollo colectivo de la historia, personajes o el mundo del proyecto general. Es común en géneros como la ciencia ficción. Difiere de la escritura colaborativa, donde varios artistas trabajan en la misma obra, y de los crossovers, donde las obras y personajes son independientes con la excepción de un encuentro.
El término universo compartido también se utiliza en las historietas para reflejar el entorno general creado por el editor en donde los personajes, eventos y premisas de una línea de producto aparecen en otras líneas de producto de una franquicia de medios. Se denomina “entorno de entretenimiento imaginario” a un tipo de universo compartido específico que se publica en una variedad de medios (como novelas y películas) y que contribuye al crecimiento, historia y estatus del entorno.
El término también ha sido utilizado en un sentido más amplio, no literario, para transmitir elementos comunes interdisciplinarios o sociales, a menudo en el contexto de un "universo compartido de discurso".

## Definiciones
El término universo ficticio fue definido por primera vez por el historiador de cómics Don Markstein en un artículo de CAPA-alpha en 1970.

### Criterios de Markstein
1. Si los personajes A y B se han encontrado, entonces están en el mismo universo; si los personajes B y C se han encontrado, entonces, transitivamente, A y C están en el mismo universo.
2. Los personajes no pueden estar conectados por personas reales. De no apegarse a este principio se podría argumentar que Superman y los Cuatro Fantásticos estaban en el mismo universo, ya que Superman conoció a John F. Kennedy, Kennedy conoció a Neil Armstrong y Armstrong conoció a los Cuatro Fantásticos.
3. Los personajes no pueden estar conectados por personajes "que no se originen dentro de la misma editorial". Si no se sigue este principio se podría argumentar que Superman y los Cuatro Fantásticos estaban en el mismo universo, ya que ambos conocieron a Hércules.
4. Versiones ficticias específicas de personas reales — como, por ejemplo, la versión de Jerry Lewis en Las aventuras de Jerry Lewis de DC Comics, que se diferenciaba del Jerry Lewis verdadero por tener una ama de llaves con poderes mágicos — pueden usarse como conexiones entre personajes; este principio también se aplica a versiones específicas de personajes ficticios de dominio público, como la versión de Marvel Comics de Hércules o la versión de DC Comics de Robin Hood.
5. Solo se considera que los personajes se han conocido si aparecieron juntos en una historia.

## Literatura
- El legendarium de J. R. R. Tolkien
- Los Mitos de Cthulhu de H. P. Lovecraft
- La bibliografía de Stephen King
- La Fundación SCP
- EL Cosmere de Brandon Sanderson

## Historietas y Mangas
- Universo DC
- Universo Marvel
- Línea Amalgam (unión entre DC y Marvel)
- La revista Anteojito por García Ferré
- El efímero Universo CS

## Universos compartidos en el cine
- Universo Cinematográfico de Marvel
- Universo Cinematográfico de los Monstruos Clásicos
- MonsterVerse
- el universo ficticio compartido donde reside las 7 películas Alien, The Terminator, Aliens, Predator, Terminator 2: Judgment Day, y Alien vs. Predator
- el universo cinematográfico de New Line: New Line Cinema's House of Horror, el universo ficticio compartido donde reside las 5 películas Freddy vs. Jason, The Texas Chainsaw Massacre, The Texas Chainsaw Massacre: The Beginning, Friday the 13th y A Nightmare on Elm Street

## Televisión

### Argentina
- 22, el loco y 099 Central
- Dulce Amor y La Dueña
- Peter Punk y Violetta (incluye la serie norteamericana Zeke & Luther)
- Sin Código y Los Únicos

### Canadá
- Flashpoint y The Listener

### Estados Unidos
- The Beverly Hillbillies, Petticoat Junction y Green Acres
- General Hospital, The Young Marrieds, One Life to Live, All My Children Ryan's Hope, Loving y The City
- Universo de JAG y NCIS
- Crossing Jordan y Las Vegas
- Drake & Josh, Zoey 101, iCarly, Victorious y Sam & Cat
- Prison Break y Breakout Kings
- Riverdale, The Chilling Adventures of Sabrina y Katy Keene
- Eureka, Warehouse 13 y Alphas
- Power Rangers, Masked Rider y Ninja Turtles: The Next Mutation
- Breaking Bad, Better call saul y El camino
- Arrowverse
- Chicago Med, Chicago P.D. y Chicago Fire
- The Batman y The Penguin

### Japón
- Ultraman
- Kamen Rider, Kikaider, Super Sentai, Metal Hero, Kaiketsu Zubat, Inazuman y Power Rangers Dino Force Brave
- Dr Slump, Jaco, Dragon Ball y Neko majin

### Reino Unido
- Coronation Street, Emmerdale, Grange Hill, Brookside, EastEnders y Hollyoaks
- Whoniverso (compuesto por Doctor Who y sus series derivadas)

### México
- Chespirito, El chavo del ocho y El chapulín colorado

### Perú
- Al fondo hay sitio y De vuelta al barrio
- Ven, baila, quinceañera y Los Vílchez
- Así es la vida y Las Locas Aventuras de Jerry y Marce
- Patacláun y La paisana Jacinta

## Animación
- Ben 10 y Los Sábados Secretos
- Family Guy, American Dad! y The Cleveland Show
- Universo Animado de DC
- Universo de Mickey Mouse y Universo del Pato Donald

## Videojuegos
- Mario, Donkey Kong, Yoshi y Wario
- Mega Man, Mega Man X, Mega Man Legends y Mega Man Zero
- Street Fighter, Final Fight, Saturday Night Slam Masters y Rival Schools